# Casa bântuită (film din 1963)
Casa bântuită (în engleză The Haunting) este un horror psihologic britanic din 1963, regizat de Robert Wise, după romanul Casa bântuită (The Haunting of Hill House) din 1959 al scriitoarei americane Shirley Jackson.

## Distribuție
- Julie Harris - Eleanor Lance
- Claire Bloom - Theodora
- Richard Johnson - Doctor John Markway
- Russ Tamblyn - Luke Sanderson
- Lois Maxwell - Grace Markway
- Fay Compton - Doamna Sanderson
- Rosalie Crutchley - Doamna Dudley
- Valentine Dyall - Domnul Dudley
- Ronald Adam - Eldridge Harper
- Diane Clare - Carrie Fredericks

## Primire
Filmul a fost clasificat pe locul 18 în topul 100 Scariest Movie Moments realizat de Bravo.